# Tumidiclava magnicorpa
Tumidiclava magnicorpa är en stekelart som beskrevs av Yousuf och Shafee 1988. Tumidiclava magnicorpa ingår i släktet Tumidiclava och familjen hårstrimsteklar. Inga underarter finns listade i Catalogue of Life.